# Estrela e crescente
A Estrela e a Lua é um símbolo iconográfico usado em vários contextos históricos, mas mais conhecido hoje como símbolo do antigo Império Otomano e, por extensão popular, do mundo islâmico.  Ele se desenvolve na iconografia do período helenístico (séculos IV-I a.C.) no Reino do Ponto, no Reino do Bósforo e, principalmente, na cidade de Bizâncio no século II a.C..  É a representação conjunta da lua crescente e de uma estrela , sendo que ambos os elementos têm uma longa história anterior na iconografia do antigo Oriente Próximo como representações do Sol e da Lua ou da Lua e da Estrela da Manhã (ou suas personificações divinas). Moedas com símbolos de crescente e estrela representados separadamente têm uma história mais longa, com possíveis laços com a iconografia mesopotâmica mais antiga. A estrela, ou Sol, é frequentemente mostrada dentro do arco do crescente (também chamado de estrela em crescente, para desambiguação de representações de uma estrela e um crescente lado a lado). Na numismática em particular, o termo crescente e pellet é usado nos casos em que a estrela é simplificada como um único ponto.
A combinação é relativamente rara na heráldica do fim do período medieval e no início da era moderna. Ela ganhou proeminência com sua adoção como a bandeira e emblema do Império Otomano e algumas de suas divisões administrativas (eialetes e vilaietes) e mais tarde no período conhecido como Tanzimat, quando foram realizadas reformas ocidentalizantes no império do século XIX. A bandeira otomana de 1844, com um ay-yıldız branco (turco para "crescente-estrela") em um fundo vermelho, continua a ser usado como a bandeira da República da Turquia, com pequenas modificações. Outros Estados que faziam parte do Império Otomano também usam o símbolo em suas bandeiras, como a Líbia (1951-1969 e depois de 2011), a Tunísia (1956) e a Argélia (1958). O mesmo símbolo é usado em outras bandeiras nacionais introduzidas durante o século XX, incluindo as bandeiras do Azerbaijão (1918), Paquistão (1947), Malásia (1948), Singapura (1959), Mauritânia (1959), Uzbequistão (1991), Turquemenistão (1991), Comores (2001).
No final do século XX, a estrela e o crescente adquiriram uma interpretação popular como um "símbolo do Islã", ocasionalmente, abraçado pelo nacionalismo árabe ou o islamismo na década de 1970 a 1980, mas também muitas vezes rejeitado como um símbolo errôneo ou infundado pelos comentadores muçulmanos em tempos mais recentes.
O Unicode introduziu um caractere "estrela e crescente" em seu bloco Miscellaneous Symbols , com U+262A (☪).

## História

### Origens e predecessores

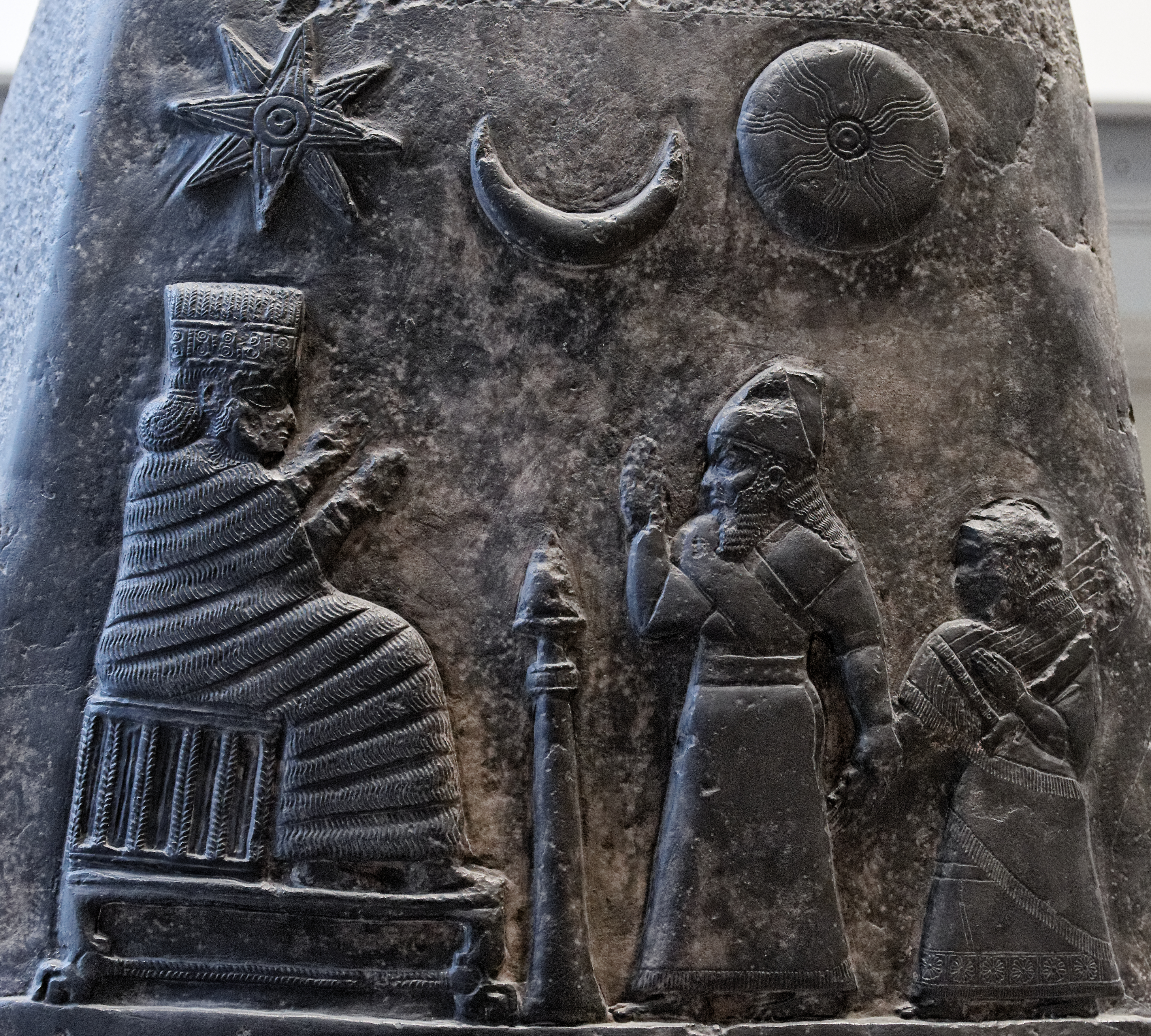
Representação dos emblemas de Istar (Vênus), Sim (Lua) e Samas (Sol) em uma pedra de Melisipaque II (século XII a.C.)

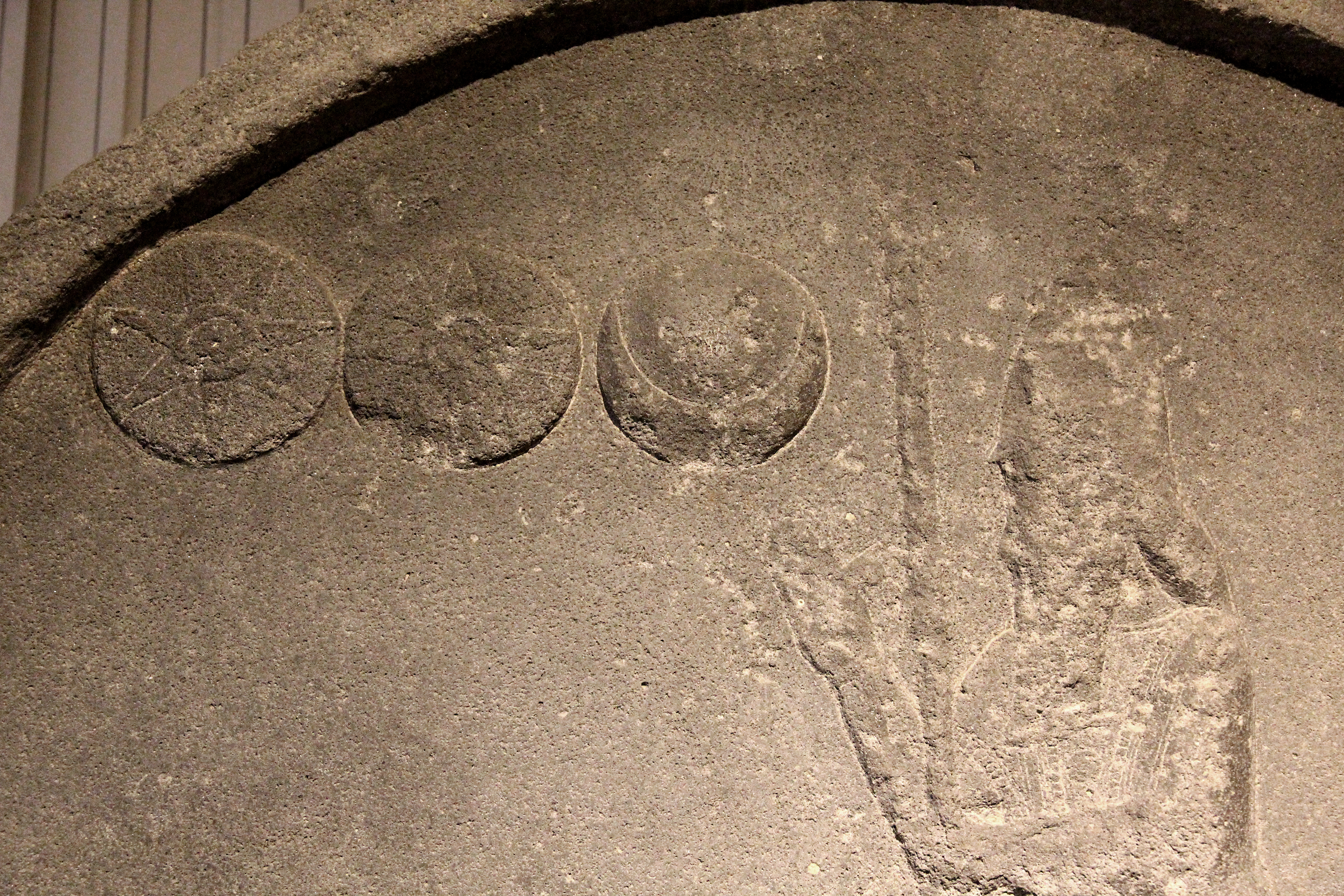
Vênus, Sol e Lua na Estela de Nabonido r. encontrados em Harã (Museu de Şanlıurfa)

Crescentes que aparecem juntos com uma estrela ou estrelas são uma característica comum da iconografia suméria, o crescente geralmente sendo associado com o deus da lua Sim (Nana) e a estrela com Istar ( Inana , ou seja,  Vênus ), muitas vezes colocado ao lado do disco solar de Samas .  No final da Idade do Bronze de Canaã, os motivos estrela e lua crescente também são encontrados em selos de nome moabita . 
| N11 |

| N14 |

| N11 · N14 |

 A representação do crescente e estrela ou "estrela dentro do crescente", como seria mais tarde desenvolvido no Reino do Bósforo, é difícil de ser traçada para a arte mesopotâmica.  Excepcionalmente, uma combinação do crescente de Sin com a estrela de cinco pontas de Istar, com a estrela colocada dentro do crescente como no último símbolo da era helênica, colocado entre numerosos outros símbolos, é encontrada em uma pedra de limite de Nabucodonosor I ({século XII a.C., encontrado em Nipur por John Henry Haynes em 1896).  Um exemplo de tal arranjo também é encontrado na reconstrução (altamente especulativa) de uma estela fragmentária de Ur-Namu ( Terceira Dinastia de Ur ) descoberta na década de 1920.

### Antiguidade clássica

#### Era helenística
Mitrídates VI Eupátor de Ponto (120–63 a.C.) usava uma estrela de oito raios com uma lua crescente como seu emblema. McGing (1986) observa a associação da estrela e crescente com Mitrídates VI, discutindo sua aparição em suas moedas, e sua sobrevivência nas moedas do Reino do Bósforo onde "a estrela e o crescente aparecem em moedas reais pônticas do tempo de Mitrídates III e parece ter tido um significado como um emblema dinástico da família mitridátida, ou como brasão de armas do país de Ponto". Várias interpretações possíveis do emblema foram propostas.  Na maioria deles, a "estrela" é usada para representar o sol. A combinação dos dois símbolos foi tomada como representando Sol e Lua (e por extensão Dia e Noite), o Mah e Mitra zoroastrianos, ou deidades surgindo do sincretismo grego-anatólio-iraniano, o crescente representando Mēn Pharnakou ( Μήν Φαρνακου, o deus local da lua) e a "estrela" (Sol) representando Ahuramazda (em interpretatio graeca chamado Zeus Stratios).
No final do período helenístico ou início do período romano, o padrão de estrela e meia-lua havia sido associado em certa medida a Bizâncio.  Se alguma deusa tinha ligação com as muralhas de Constantinopla, era Hécate. Hécate teve um culto em Bizâncio desde a época de sua fundação. Como Bizas em uma lenda, ela teve suas origens na Trácia. Hécate era considerada a deusa protetora de Bizâncio porque se dizia que ela salvou a cidade de um ataque de Filipe da Macedônia em 340 a.C. pelo aparecimento de uma luz brilhante no céu.  Para comemorar o evento, os bizantinos ergueram uma estátua da deusa conhecida como Lampadephoros ("portador da luz" ou "portador da luz").

Algumas moedas bizantinas do século I a.C. e mais tarde mostram a cabeça de Ártemis com arco e aljava, e apresentam um crescente com o que parece ser uma estrela de seis raios no verso. 

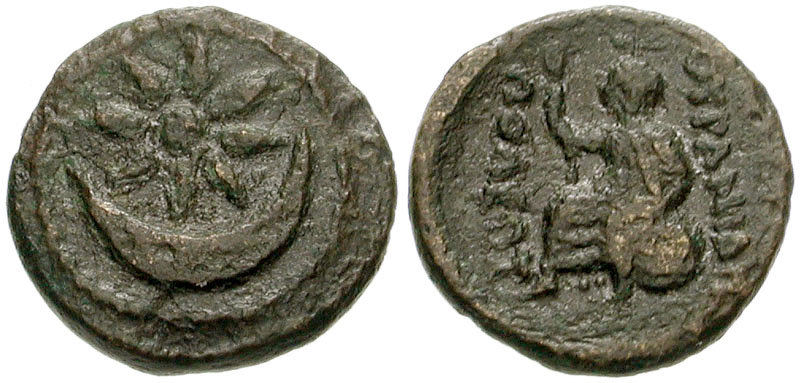
Estrela e crescente em uma moeda de Uranópolis, Macedônia, cerca. 300 a.C. (veja também a estrela argéada).
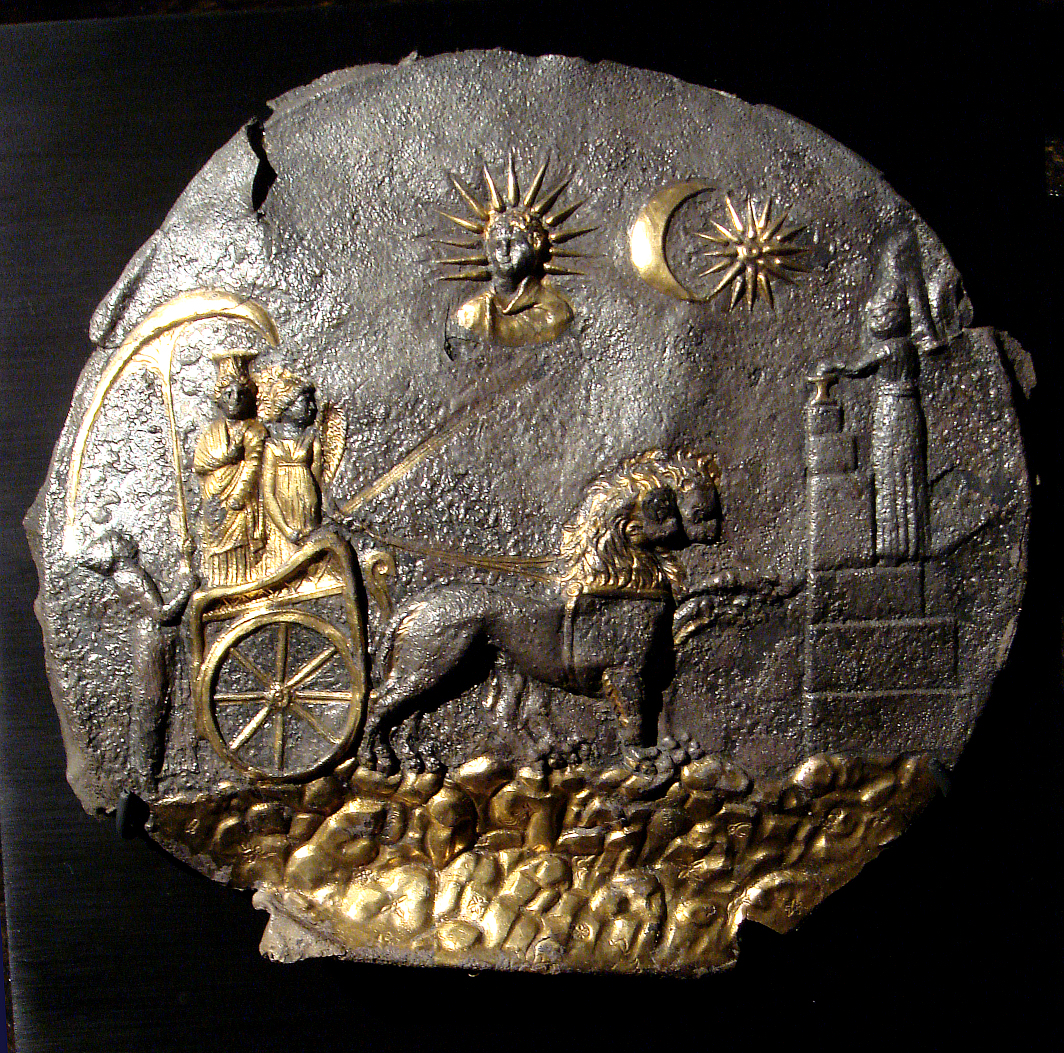
Um símbolo da estrela e do crescente com a estrela mostrada em um design do sol com dezesseis raios (século III a.C.).
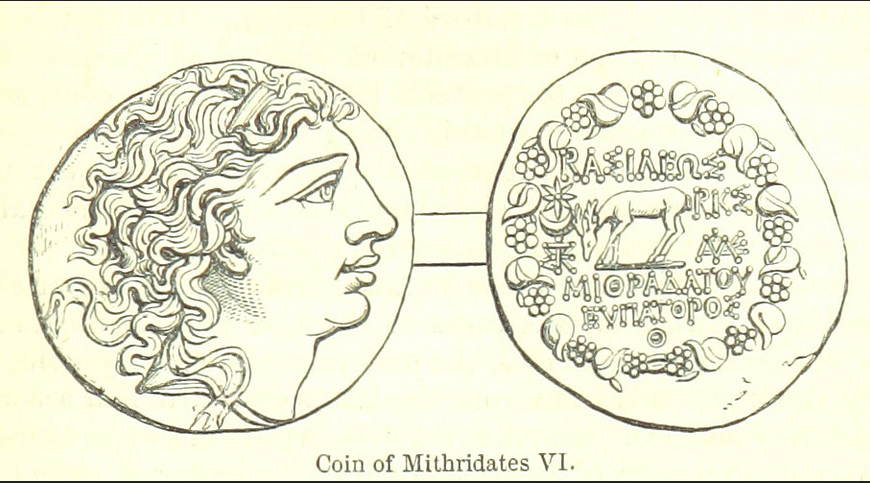
Moeda de Mitrídates VI Eupator. O lado anverso tem a inscrição ΕΥΠΑΤΟΡΟΣ ΜΙΘΡΑΔΑΤΟΥ ΕΥΠΑΤΟΡΟΣ com um veado se alimentando, com a estrela e crescente e monograma de Pérgamo colocado perto da cabeça do cervo, tudo em uma coroa de hera.
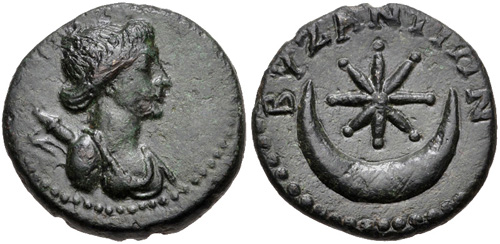
Moeda bizantina (século I) com um busto de Ártemis no anverso e uma estrela de oito raios dentro de um crescente no verso.

#### Irã (Pérsia)
O símbolo de estrela e crescente aparece em algumas moedas do reino Elamais, vassalo do império de Parta no final do século I O mesmo símbolo está presente nas moedas possivelmente associadas a Orodes I da Pártia (século I a.C.). No século II, algumas moedas partas mostram um símbolo simplificado de "pelota dentro do crescente".

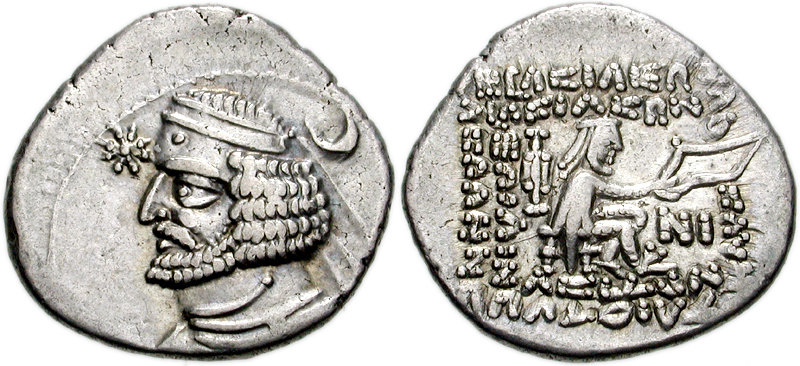
Uma estrela e um crescente aparecendo (separadamente) no lado anverso de uma moeda de Orodes II da Pártia (r. 57 – 37 aC).
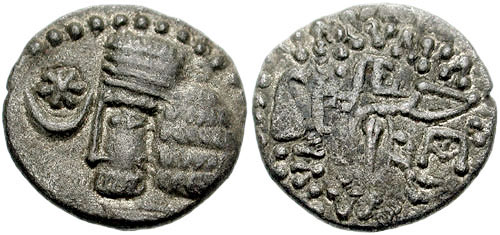
Moeda de Vardanes I da Pártia (rc CE 40 – 45)

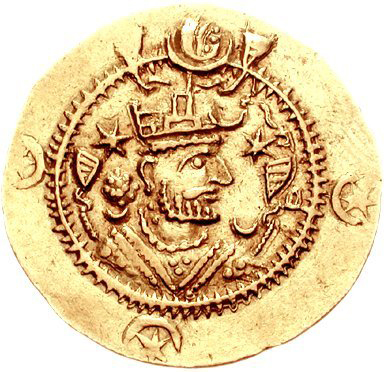
Uma moeda do rei sassânida Cavades I (r. 488-531). Cavades foi o primeiro governante sassânida a apresentar motivos de estrelas e crescentes como enfeites na margem do lado anverso de suas moedas. Observe o uso contínuo da estrela e do crescente aparecendo em ambos os lados da cabeça do rei

O motivo de estrela e crescente aparece na margem das moedas do império Sassânida no século V. Os governantes sassânidas também parecem ter usado coroas com crescente, esfera e crescente, ou estrela e crescente.
O uso da combinação estrela-e-crescente aparentemente remonta ao aparecimento anterior de uma estrela e um crescente nas moedas partas, primeiro sob o rei Orodes II (século I a.C.).  Nessas moedas, os dois símbolos são mostrados separadamente, em ambos os lados da cabeça do rei, e ainda não na forma combinada de estrela e crescente. Tais moedas também são encontradas mais longe na Grande Pérsia, até o final do século I, em uma moeda emitida pelo governante dos sátrapas ocidentais, Chashtana. Esse arranjo é provavelmente herdado de seus antecessores do Antigo Oriente Médio; os símbolos estrela e crescente não são frequentemente encontrados na iconografia aquemênida, mas estão presentes em alguns selos cilíndricos da era aquemênida.
Ayatollahi (2003) tenta conectar a adoção moderna como um "símbolo islâmico" às moedas sassânidas, que permanecem em circulação após a conquista islâmica embora não haja evidência de qualquer conexão do símbolo com o Islã ou os otomanos antes de sua adoção nabandeiras do império no final do século XVIII.

#### Império Romano
No século II, a estrela-dentro-da-crescente é encontrada no lado anverso das moedas romanas cunhadas durante o reinado de Adriano, Geta, Caracala e Septímio Severo, em alguns casos como parte de um arranjo de um crescente e sete estrelas, um ou vários dos quais foram colocados dentro do crescente.

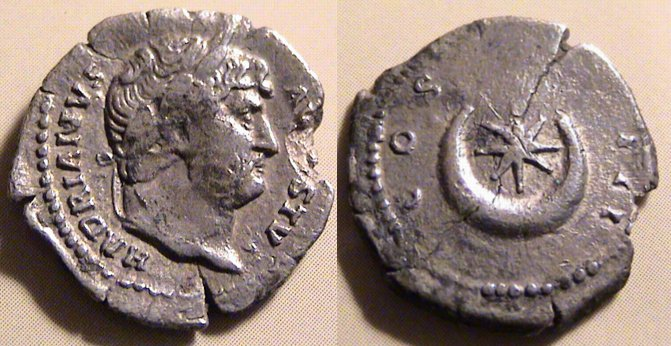
Moeda do imperador romano Adriano (r. 117–138). O reverso mostra uma estrela de oito raios dentro de um crescente.
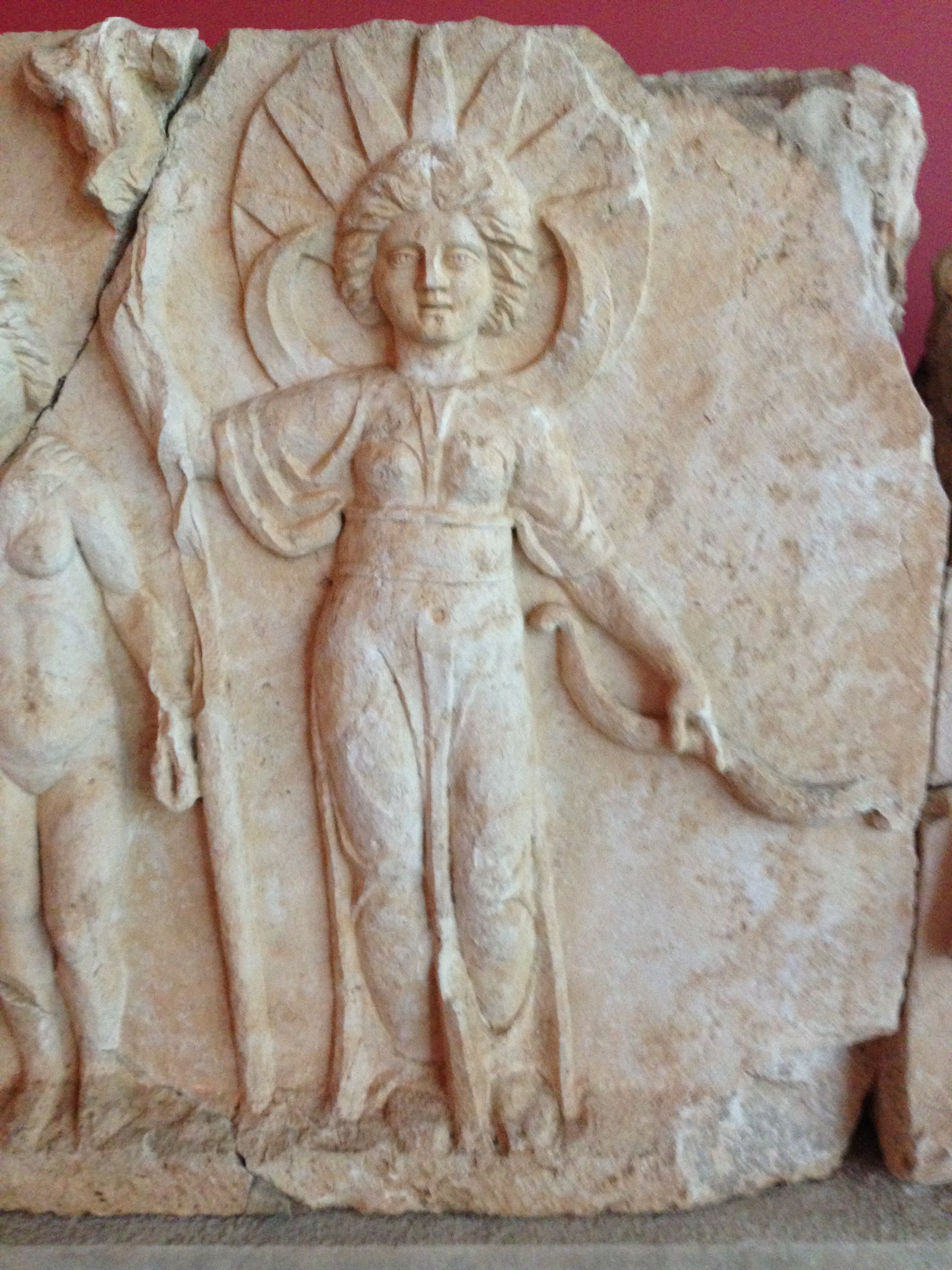
Frontão de pedra calcária do período romano de Perge , Turquia ( Museu de Antália ) mostrando Diana - Artemis com um crescente e uma coroa radiante.

### Era medieval e início da moderna
O crescente por si só é usado na heráldica ocidental pelo menos no século XIII, enquanto o emblema de estrela e crescente (ou "Sol e Lua") estava em uso nos selos medievais pelo menos a partir do final do século XII. O crescente em símbolo de pellet é usado em moedas cruzadas do século XII, em alguns casos duplicadas nos quatro cantos de uma cruz, como uma variante das cruzetas e("cruz de Jerusalém").  Muitos selos e moedas dos cruzados mostram o crescente e a estrela (ou o Sol escaldante) em ambos os lados da cabeça do governante (como na tradição sassânida), por exemplo Bohemond III de Antioquia, Ricardo I da Inglaterra e Raimundo VI, conde de Tuluse   Ao mesmo tempo, a estrela em crescente é encontrada no anverso das moedas dos cruzados, por exemplo, nas moedas do condado de Trípoli, cunhadas sob Raimundo II ou III entre 1140 e 1160 mostram uma "estrela de oito raios com pelotas acima da lua crescente".
A combinação estrela e crescente aparece em brasões partir do início do século XIV, possivelmente em um brasão de armas de cerca de 1330, possivelmente atribuído a João Crisóstomo, e no Wernigeroder Wappenbuch (final do século XV), atribuído a um dos três Reis Magos, chamado "Baltazar de Tarso".
Crescentes (sem a estrela) viram sua popularidade aumentar na heráldica moderna da Europa.  Siebmachers Wappenbuch (1605) registra 48 brasões de famílias alemãs que incluem um ou vários crescentes.

A combinação de estrelas e crescentes era rara antes de sua adoção pelo Império Otomano na segunda metade do século XVIII. No final do século XVI, o Armorial Korenić-Neorić mostra uma estrela branca e crescente em um campo vermelho como o brasão de armas da Ilíria . 

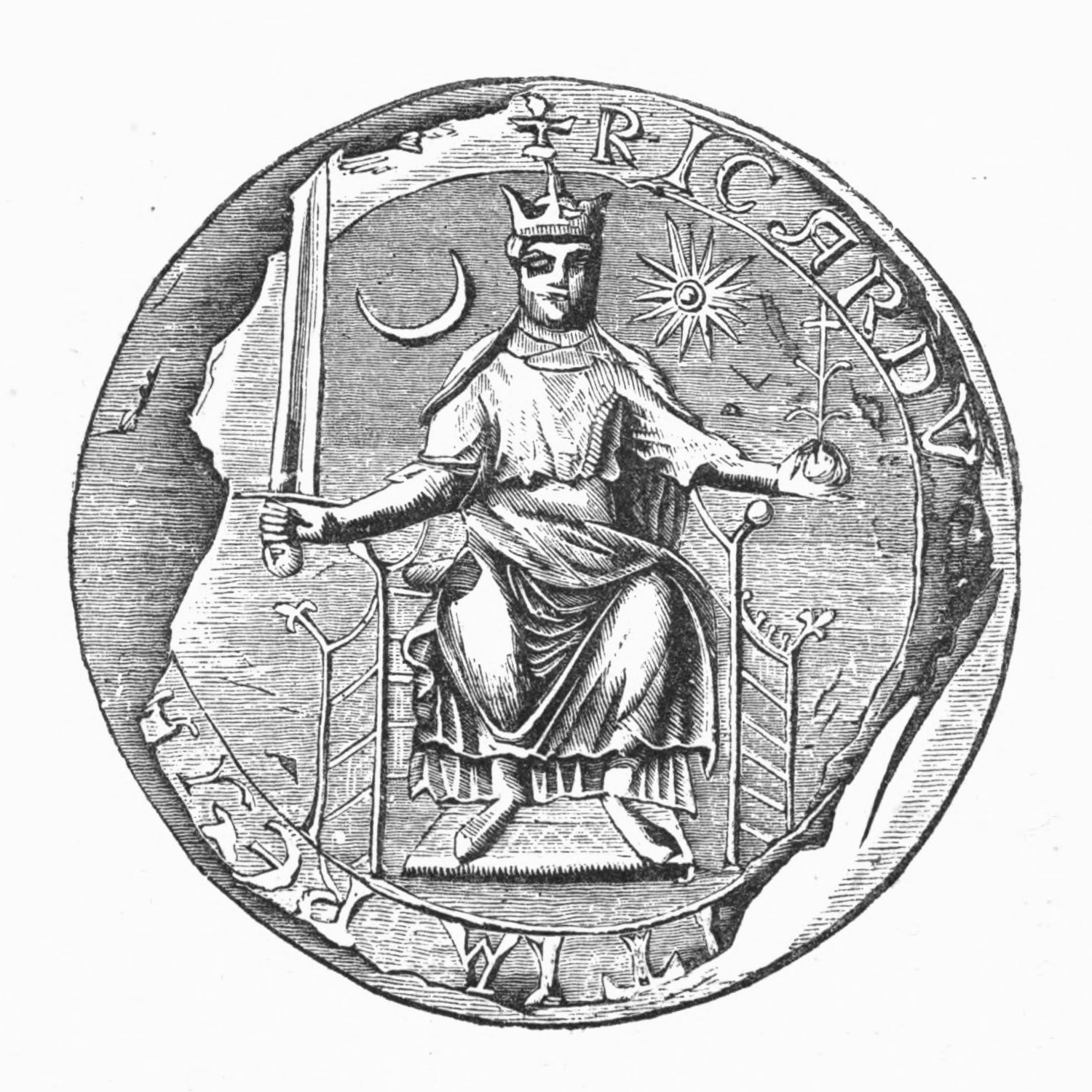
Grande Selo de Ricardo I da Inglaterra (1198)
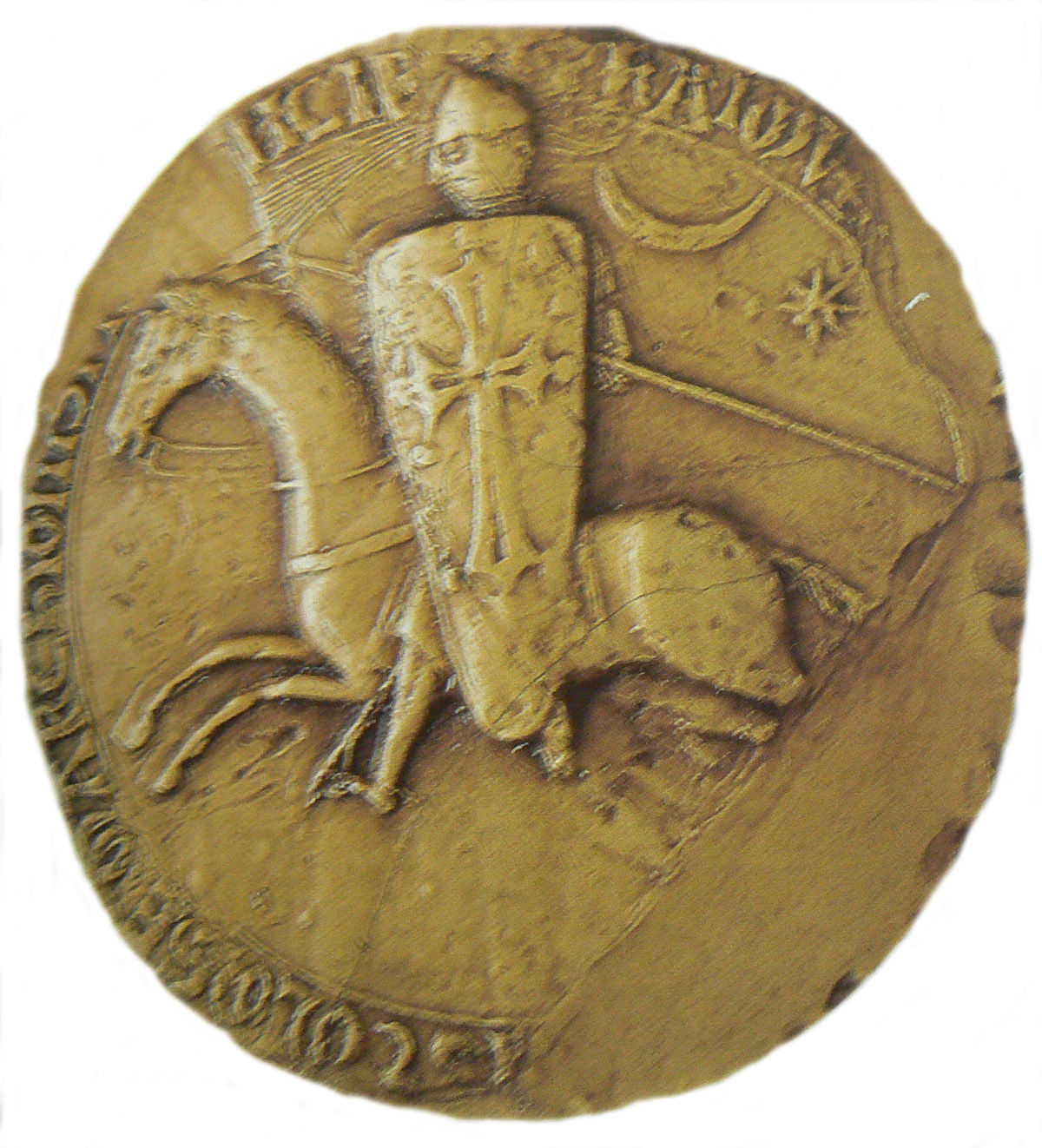
Selo equestre de Raimundo VI, conde de Toulouse com uma estrela e um crescente (século XIII)
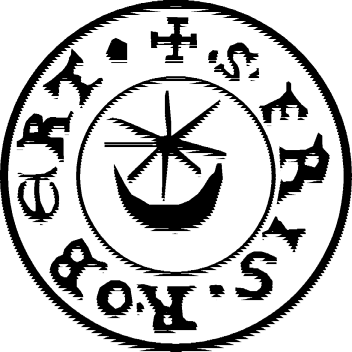
Selo templário do século XIII, provavelmente do preceptor dos commanderies em Coudre e Biais ( Bretanha ).
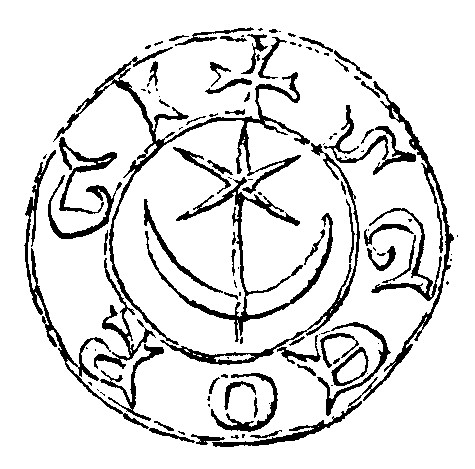
O brasão polonês Leliwa (século XIV)
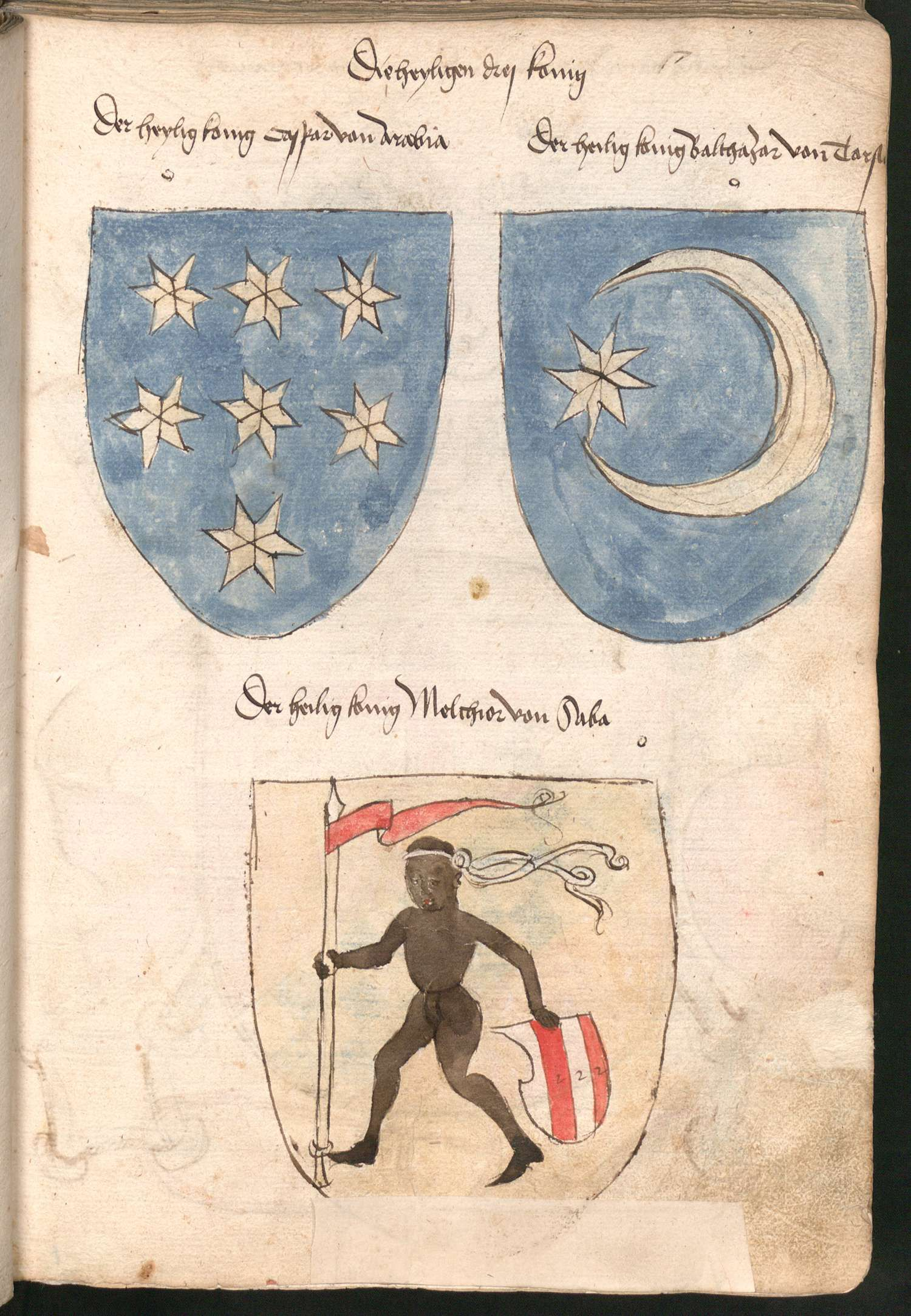
Brasões de armas dos Três Reis Magos, com "Baltasar de Tarso" sendo representando por uma estrela e crescente (minguante) em um campo azul, Wernigerode Armorial (c. 1490)
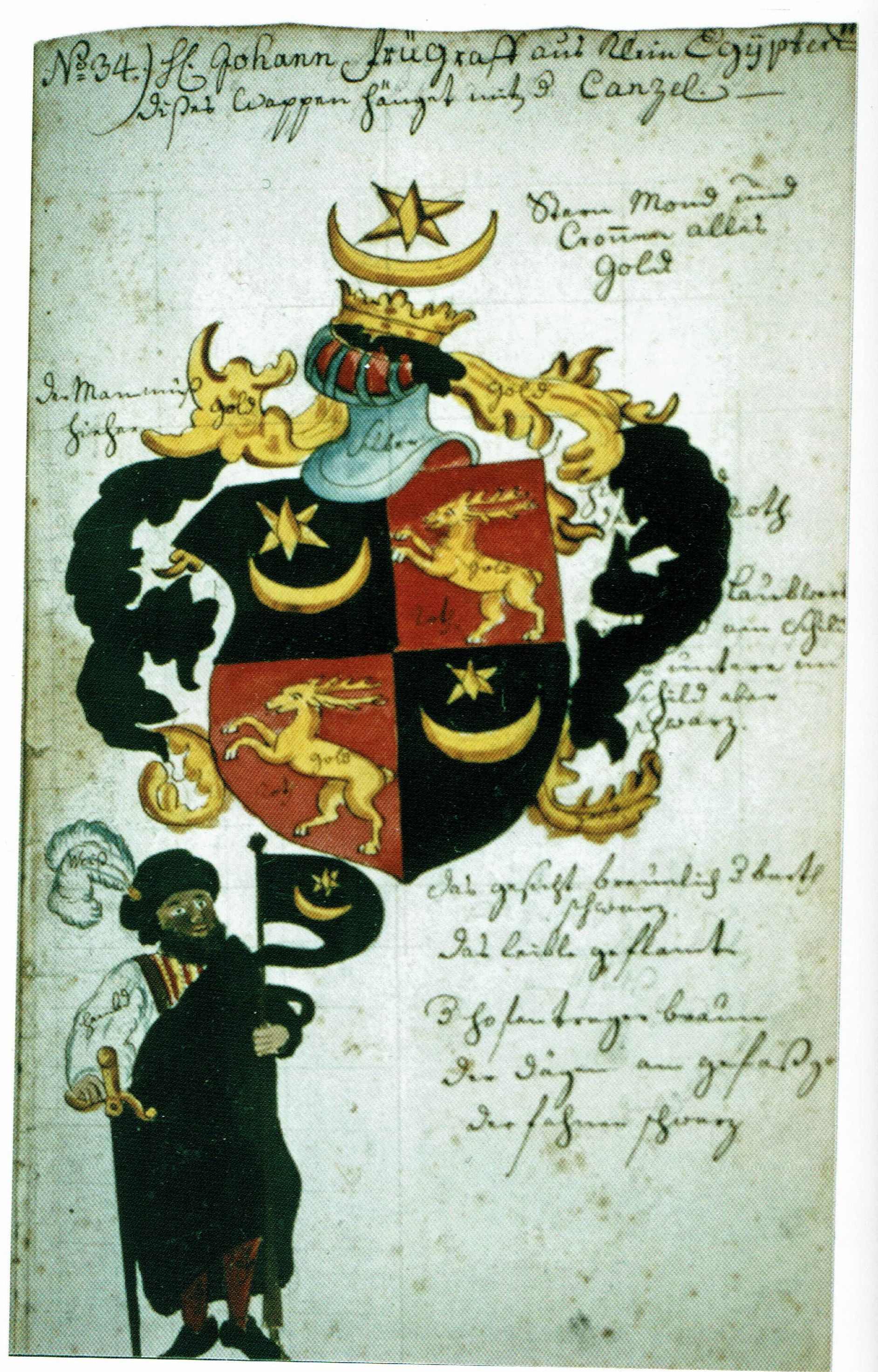
Brasão de John Freigraf do "Menor Egito" (Romani / cigano),[35] desenho do século XVIII de um brasão de 1498 na igreja de Pforzheim .
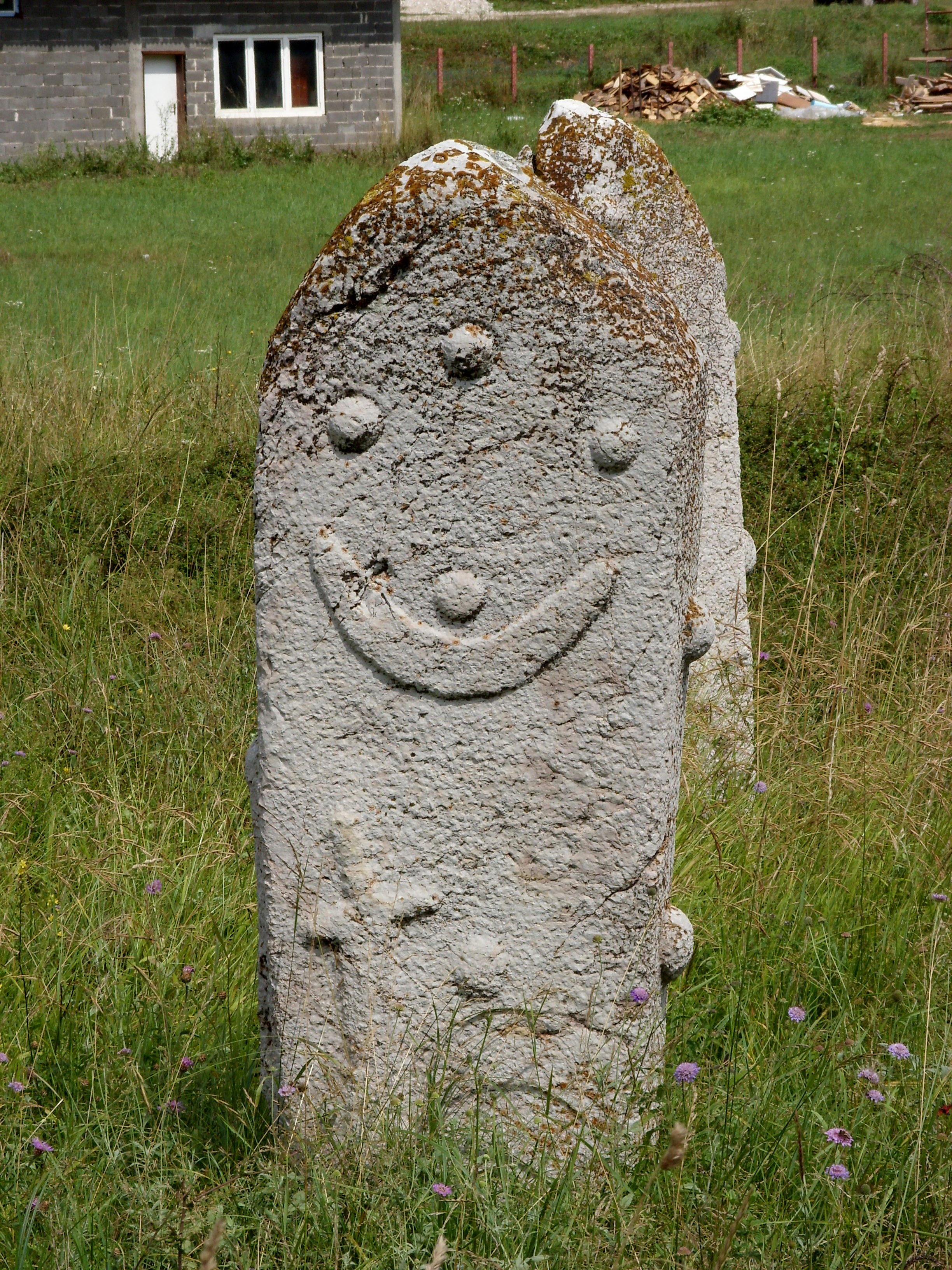
Representações de estrelas com crescentes são um tema comum nas lápides dos séculos XII a XVI, da Bósnia medieval
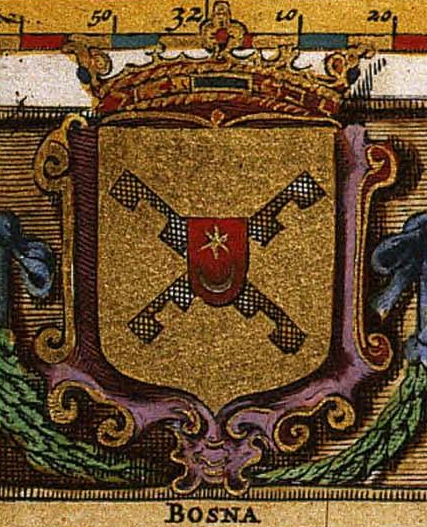
Representação de 1668 por Joan Blaeu do brasão de armas do Reino da Bósnia de 1595 (Korenić-Neorić Armorial)
O brasão de armas da "Illyria" do Armorial Korenić-Neorić (década de 1590)
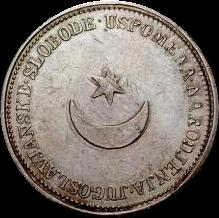
Estrela e crescente no anverso do Jelacic-Gulden do Reino da Croácia (1848)

#### Uso islâmico
Enquanto o crescente sozinho é descrito como um emblema usado em bandeiras de guerra islâmicas do período medieval pelo menos a partir do século XIII, embora não pareça ter sido usado com frequência até o século XIV ou XV, a estrela e crescente no contexto islâmico é mais rara no período medieval, mas ocasionalmente pode ser encontrado em representações de bandeiras do século XIV em diante.

Alguns escudos redondos da Era Mogol (século XVII) eram decorados com um crescente ou uma estrela e um crescente. 

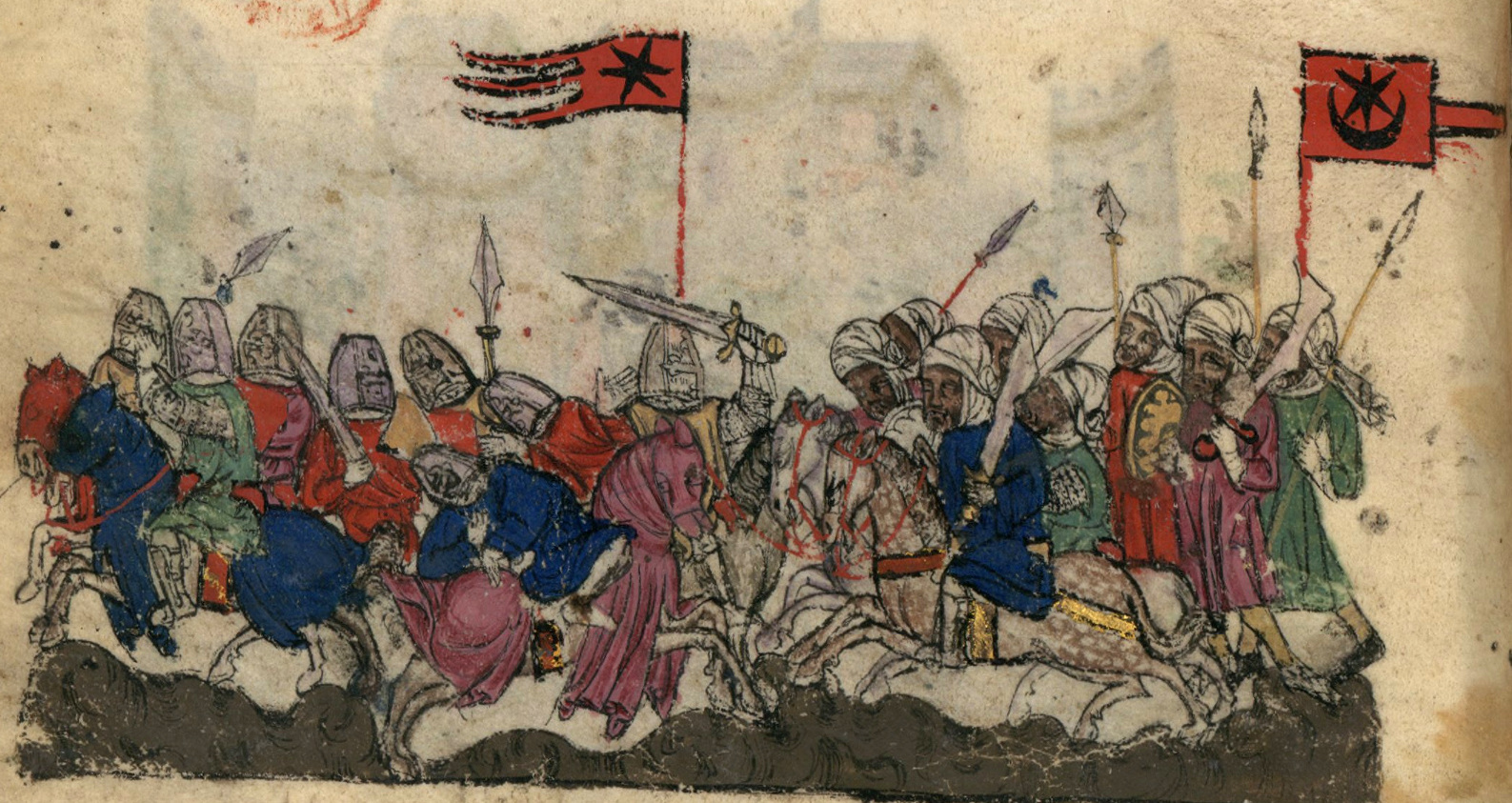
Representação de uma bandeira com estrela e crescente no lado sarraceno na Batalha de Jarmuque (ilustração manuscrita da História dos Tártaros, oficina catalã, início do século XIV).
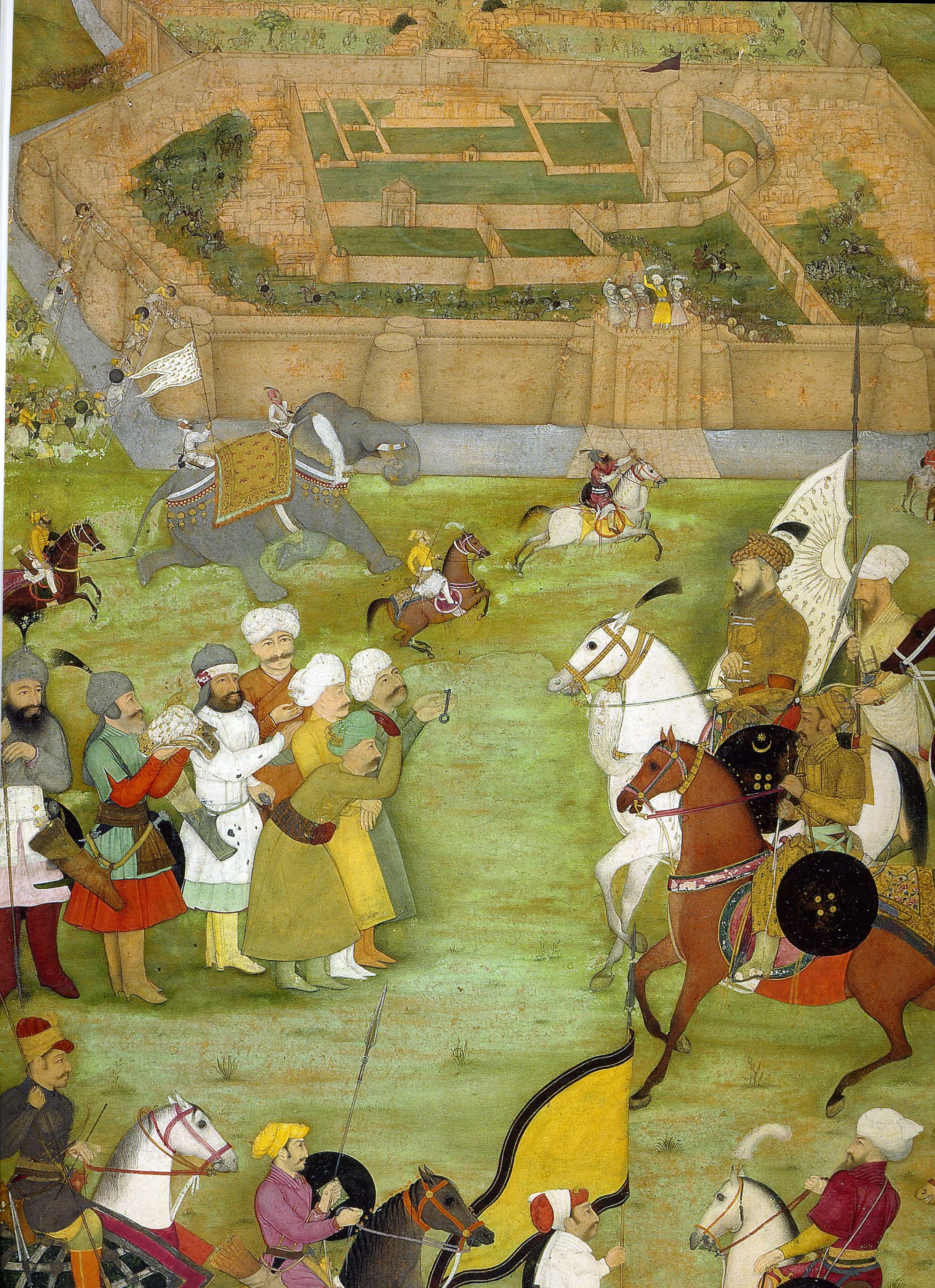
Uma pintura em miniatura de um manuscrito Padshahnama (c. 1640), representando imperador mogol Shah Jahan como tendo um escudo com uma estrela e crescente.
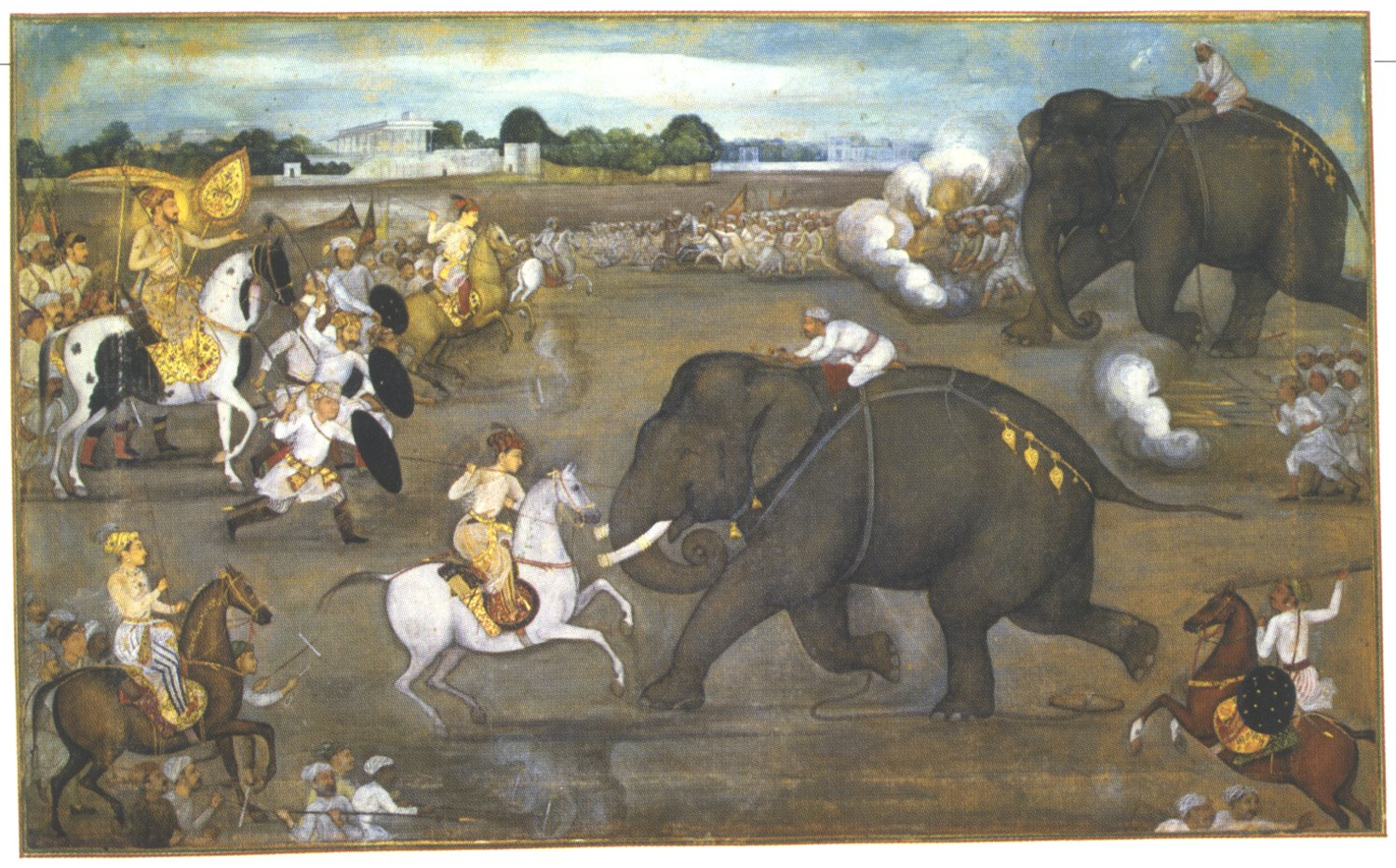
Uma pintura de um manuscrito de Padshahnama (1633) retrata a cena de Aurangzeb enfrentando o louco elefante de guerra Sudhakar. O escudo de Sowar é decorado com uma estrela e um crescente.

### Uso no Império Otomano
[[Imagem:Ottoman_flag_alternative_2.svg|miniaturadaimagem| Bandeira estrela-e-crescente do Império Otomano, usada como o estandarte naval e símbolo do estado do final do {{séc|XVIII, e como a bandeira nacional oficial otomana de 1844 a 1923]]

Bandeira estrela-e-crescente do Império Otomano, usada como o estandarte naval e símbolo do estado do final do séc|XVIII, e como a bandeira nacional oficial otomana de 1844 a 1923

A adoção da estrela e do crescente como o símbolo do estado otomano começou durante o reinado de Mustafá III (1757-1774) e seu uso tornou-se bem estabelecido durante os períodos de Abdulamide I (1774-1789) e Selim III (1789-1807).  Um buyruldu  de 1793 afirma que os navios na Marinha Otomana tinham essa bandeira, e vários outros documentos de anos anteriores e posteriores mencionam seu uso. A fonte do emblema não é clara. É derivado principalmente do símbolo de estrela e crescente usado pela cidade de Constantinopla na antiguidade, possivelmente pela associação com o desenho crescente (sem estrela) usado nas bandeiras turcas desde antes de 1453.
Com as reformas Tanzimat no século XIX, com o intuito de ocidentalizar o Império, as bandeiras foram redesenhadas no estilo dos exércitos europeus da época. A bandeira da marinha otomana ficou vermelha, pois o vermelho seria a cor das instituições seculares, enquanto o verde seria das religiosas.  À medida que as reformas aboliram todas as várias bandeiras (estandartes) dos paxaliques, beilhiques e emirados otomanos, uma única nova bandeira nacional otomana foi projetada para substituí-las. O resultado foi a bandeira vermelha com a lua crescente branca e estrela, que é o precursor da atual bandeira da Turquia. Uma bandeira vermelha simples foi introduzida como o estandarte civil para todos os assuntos otomanos. O crescente branco com uma estrela de oito pontas em um campo vermelho é representado como a bandeira em um "Homem Turco da Guerra" na Delimitação das Bandeiras de Todas as Nações, de Colton (1862). Vlaggen van alle Natiën  de Steenbergen, do mesmo ano, mostra uma estrela de seis pontas. Um prato em Webster's Unabridged, de 1882, mostra a bandeira com uma estrela de oito pontas chamada "Turkey, Man of war". A estrela de cinco pontas parece estar presente ao lado dessas variantes pelo menos desde 1857.
Além das insígnias imperiais otomanas, aparecem símbolos na bandeira do eialete da Bósnia  (1580-1867) e do vilaiete da Bósnia (1867–1908), bem como na bandeira da revolta bósnia de 1831, enquanto os símbolos aparecem em algumas representações do brasão de armas medieval da Bósnia também.
No final do século XIX, "A estrela e o crescente" passou a ser usado como uma metáfora para o domínio otomano na literatura britânica.  A moda cada vez mais onipresente de usar o símbolo de estrela e crescente na ornamentação de mesquitas e minaretes otomanos levou a uma associação gradual do símbolo com o Islã em geral no orientalismo ocidental.  O emblema "Crescente Vermelho" foi usado por voluntários do Comitê Internacional da Cruz Vermelha (CICV) já em 1877, durante a Guerra Russo-Turca; sendo oficialmente adotado em 1929.
Após a fundação da República da Turquia em 1923, o novo estado turco manteve a última bandeira do Império Otomano.  Padrões proporcionais foram introduzidos na Lei da Bandeira (em turco:  Türk Bayrağı Kanunu) de 29 de maio de 1936.  Além do exemplo mais proeminente da  Turquia, vários outros estados sucessores otomanos adotaram o projeto durante o século XX, incluindo o Emirado da Cirenaica e o Reino da Líbia, a Argélia, aTunísia e a proposta República Árabe Islâmica.

## Uso contemporâneo

### Bandeiras nacionais
A bandeira otomana de 1844 com um "ay-yıldız" branco (turco para "crescente-estrela) em um fundo vermelho continua a ser usado como a bandeira da República da Turquia, com pequenas modificações.

O emblema moderno da Turquia mostra a estrela fora do arco do crescente, como se fosse uma representação "realista" de uma conjunção de Lua e Vênus, enquanto no século XIX, a estrela otomana e o crescente eram ocasionalmente ainda desenhados da maneira clássica mas "astronomicamente incorreta" da estrela dentro do crescente. Em contraste, os desenhos das bandeiras da Argélia e da Tunísia (assim como a Mauritânia e o Paquistão) colocam a estrela dentro do crescente. 

Bandeira da Turquia
Bandeira da Argélia
Bandeira da Líbia
Bandeira da Tunísia

 O mesmo símbolo foi usado em outras bandeiras nacionais introduzidas durante o século XX, incluindo as bandeiras do Azerbaijão (1918, reintroduzida em 1991), Paquistão (1947), Malásia (1948), Mauritânia (1959) e estados parcialmente reconhecidos. República Árabe Saaraui Democrática (1976) e Chipre do Norte (1983).O símbolo também pode representar a bandeira de cidades ou emirados como o emirado de Umm al-Quwain . 

Bandeira do Azerbaijão
Bandeira do Paquistão
Bandeira da Malásia
Bandeira da Mauritânia
Bandeira da República Árabe Saaraui Democrática
Bandeira do Chipre do Norte
Bandeira de Umm al-Quwain

 Bandeiras nacionais com um crescente ao lado de várias estrelas: 

Bandeira de Singapura (1959): crescente e cinco estrelas
Bandeira do Uzbequistão (1991): crescente e doze estrelas
Bandeira do Turquemenistão (2001): crescente e cinco estrelas (representando cinco províncias)
Bandeira das Comores (2002): crescente e quatro estrelas (representando quatro ilhas)
Bandeira das Ilhas Cocos (Keeling) (2003): crescente e Cruzeiro do Sul

 Bandeiras nacionais apenas com um crescente: 

Bandeira das Maldivas (1965)

### Símbolo do Islã
Em meados do século XX, o símbolo passou a ser reinterpretado como símbolo do islamismo ou da comunidade muçulmana.  Esse simbolismo foi adotado pelos movimentos do nacionalismo árabe ou do islamismo na década de 1970, como a proposta da República Islâmica Árabe (1974) e a estadounidense Nação do Islã (1973).
Cyril Glassé em sua Nova Enciclopédia do Islã afirma que "na linguagem dos símbolos convencionais, o crescente e a estrela se tornaram os símbolos do Islã tanto quanto a cruz é o símbolo do cristianismo".
Por outro lado, a maioria das publicações religiosas islâmicas enfatiza que o crescente é rejeitado "por muitos estudiosos muçulmanos".

### Brasões municipais
A estrela e o crescente como uma carga heráldica tradicional está em uso contínuo em numerosos brasões municipais (notavelmente baseados no brasão de Leliwa (Tarnowski) no caso dos municípios poloneses). 

Brasão de Halle an der Saale, Alemanha (1327).
Brasão de Mińsk Mazowiecki, Polônia.
Brasão de armas de Przeworsk, Polônia.
Brasão de armas de Tarnobrzeg, Polônia.
Brasão de armas de Tarnów, Polônia.
Brasão de armas de Zagreb, Croácia.
Bandeira de Portsmouth  Inglaterra (século XVIII): Crescente e estoile (com oito raios ondulados).[44]
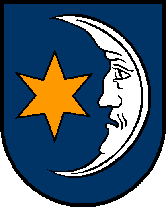
Brasão de Mattighofen, Austria (1781)
Brasão de Oelde, Alemanha (1910).
Brasão de Niederglatt, Suíça (1928) [45]
Brasão de armas de Oberglatt, Suíça (1928) [45]
Brasão de armas de Niederweningen, Suíça (1928) [45]
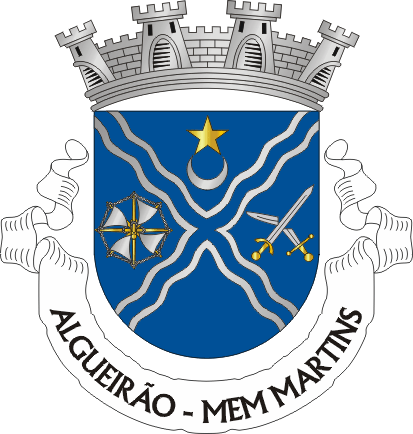
Brasão de armas da freguesia de Algueirão-Mem Martins (Sintra), Portugal
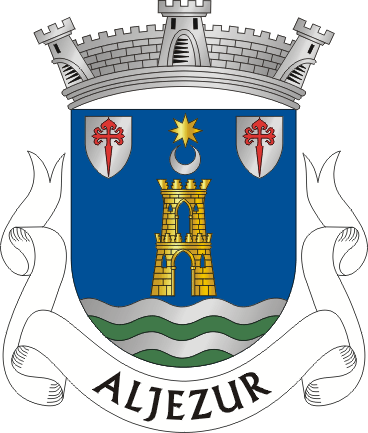
Brasão de armas da freguesia de Aljezur (Aljezur), Portugal
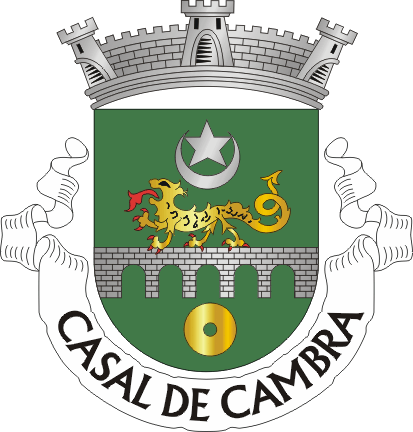
Brasão de armas da freguesia de Casal de Cambra (Sintra), Portugal
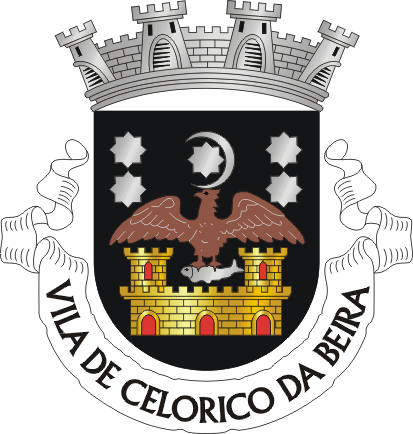
Brasão de armas do município de Celorico da Beira, Portugal
Brasão de armas do município de Nisa, Portugal
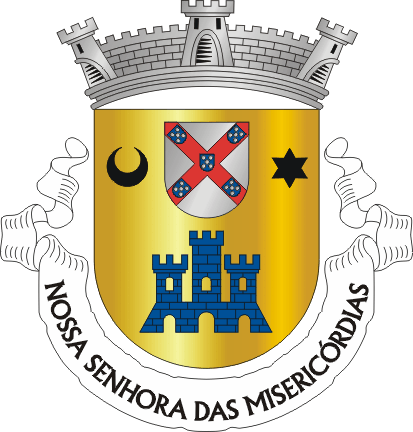
Brasão de armas da freguesia de Nossa Senhora das Misericórdias (Ourém, Portugal
Brasão de armas do município de Oliveira do Bairro, Portugal
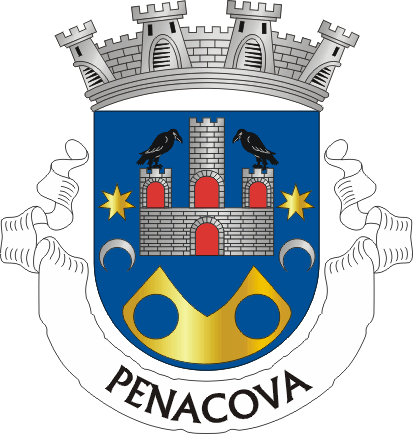
Brasão de armas do município de Penacova, Portugal
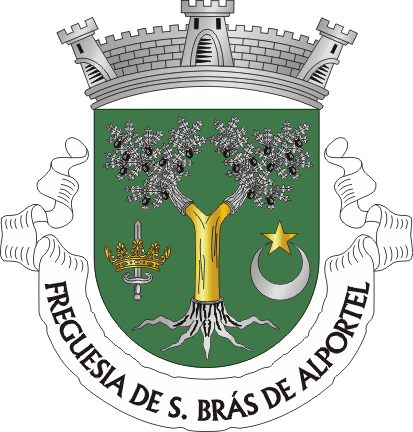
Brasão de armas da freguesia de São Brás de Alportel, Portugal
Brasão de armas do município de Sintra, Portugal
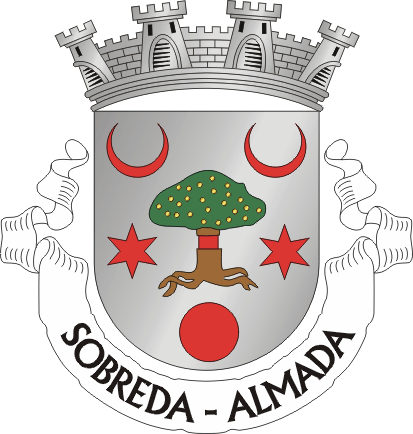
Brasão de armas da freguesia da Sobreda (Almada), Portugal
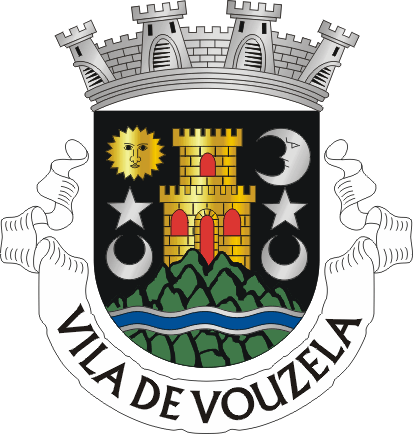
Brasão de armas do município de Vouzela, Portugal